# Polizeipräsidium Essen

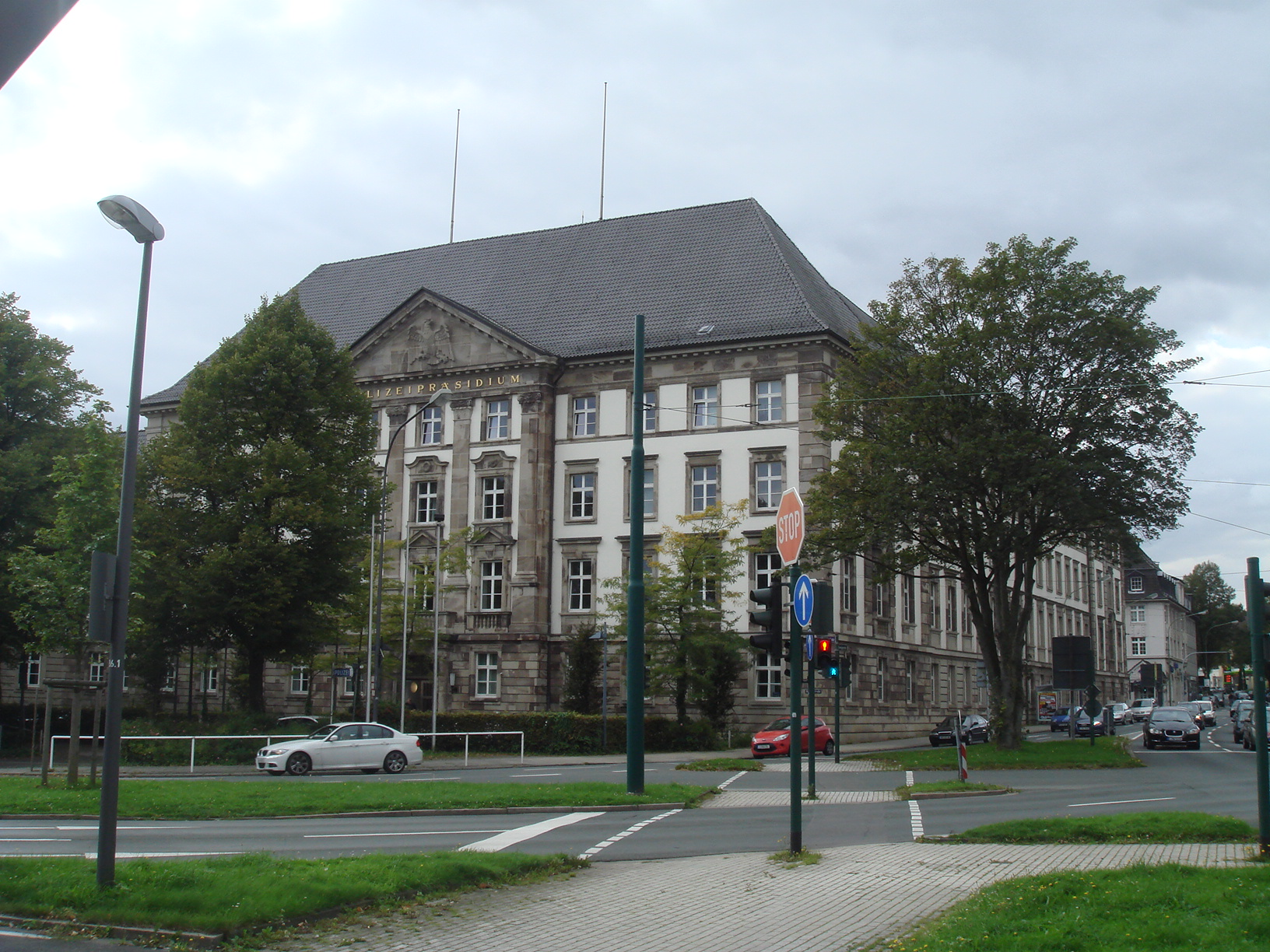
Polizeipräsidium Essen

Das Polizeipräsidium Essen ist eine Kreispolizeibehörde der Polizei Nordrhein-Westfalen und untersteht dem Ministerium des Innern des Landes Nordrhein-Westfalen. Der Zuständigkeitsbereich umfasst ein Gebiet mit einer Fläche von 302 km² und mehr als 740.000 Einwohnern, aufgeteilt auf die Städte Essen und Mülheim an der Ruhr. Das Polizeipräsidium Essen gliedert sich insgesamt in vier Polizeiinspektionen: die Polizeiinspektion 1 – Mitte, die Polizeiinspektion 2 – Süd, die Polizeiinspektion 3 – Nord sowie die Polizeiinspektion 4 – Mülheim an der Ruhr.
Als eine von sechs § 4 Behörden des Landes Nordrhein-Westfalen ist das Polizeipräsidium Essen bei besonders schweren Delikten, die über das Maß der normalen Kriminalhauptstelle hinausgehen, zuständig für die Städte Essen, Mülheim an der Ruhr, Oberhausen, Duisburg und Krefeld sowie die Kreise Wesel und Kleve.

## Organisation

### Leitung
Das Polizeipräsidium Essen wird seit dem 23. Januar 2023 von Polizeipräsident Andreas Stüve geleitet. 

### Interne Organisation
Der Leitungsstab unterstützt die Behördenleitung bei zentralen Steuerungsaufgaben, insbesondere durch Entwickeln und Fortschreiben der Behördenstrategie und die Durchführung des direktionsübergreifenden Controllings. Ihm obliegt auch die Geschäftsführung wesentlicher Besprechungen, wie zum Beispiel der Leitungskonferenz, den Sitzungen des Polizeibeirats und der jährlichen Sicherheitskonferenz. Im Leitungsstab werden zudem die Aufgaben der polizeilichen Presse- und Öffentlichkeitsarbeit wahrgenommen.
Die Direktion Zentrale Aufgaben ist für die Verwaltungsarbeit der Polizei zuständig. Sie gewährleistet die Abläufe und Voraussetzungen, die für die Funktionsfähigkeit einer modernen Polizei erforderlich sind.
Innerhalb der Direktion GE (Gefahrenabwehr/Einsatz) befinden sich die Dienststellen mit vorwiegend operativen Aufgaben wie der Streifendienst in den Polizeiinspektionen, die Polizeisonderdienste mit der Einsatzhundertschaft, der Diensthundestaffel und dem Polizeigewahrsam sowie die Einsatzleitstelle. Weiterhin zugehörig sind die Spezialeinheiten, der Ständige Stab und die Führungsstelle Direktion GE. Drei der vier Polizeiinspektionen sind über das Stadtgebiet von Essen verteilt (PI 1 - Mitte, PI 2 - Süd und PI 3 - Nord). Die vierte PI deckt das Stadtgebiet von Mülheim an der Ruhr ab (PI 4 - Mülheim an der Ruhr). In den Polizeiinspektionen sind die Polizeiwachen und Bezirksdienstanlaufstellen angesiedelt.
Die Direktion Kriminalität ist mit ihren Kommissariaten für die präventive und repressive Kriminalitätsbekämpfung zuständig. Die kriminalpolizeiliche Ermittlungsarbeit wird in den regionalen und zentralen Kriminalkommissariaten geleistet. Wir setzen uns in gleicher Weise dafür ein, Kriminalität zu verhindern und den Opfern von Straftaten zu helfen.
Für spezielle Verkehrsaufgaben ist die Direktion Verkehr zuständig. Diese gliedert sich in drei Bereiche: Verkehrsunfallprävention/Opferschutz, Bekämpfung der Hauptunfallursachen sowie Aufnahme von Verkehrsunfällen und die Bearbeitung verkehrsrechtlicher Sachverhalte. An erster Stelle steht stets der Gedanke der „Prävention“. Ziel ist die Senkung der Verkehrsunfallzahlen, damit jeder der am öffentlichen Straßenverkehr teilnimmt, gesund und unbeschadet nach Hause kommt.

#### Allgemeine Aufbauorganisation
(gekürzt)
- Leitungsstab
  - Strategie und Controlling
  - Presse- und Öffentlichkeitsarbeit
  - Datenqualitätsmanagement
- Direktion Zentrale Aufgaben
  - Direktionsbüro
  - Dezernat ZA 1 Wirtschaft / Recht
    - SG ZA 11 Finanzverwaltung / Haushalt / Wirtschaftsangelegenheiten
    - SG ZA 12 Waffen- / Versammlungs- / sonst. Recht / Datenschutz
    - SG ZA 13 Zentrale Vergabestelle / allgem. Verw. / Organisation / Com-Center
    - SG ZA 14 Liegenschaftsverwaltung

  - Dezernat ZA 2 Personal
    - SG ZA 21 Personalverwaltung / Beamten- u. Tarifangelegenheiten
    - SG ZA 22 Personal- und Beschwerdemanagement
    - SG ZA 23 Aus- und Fortbildung / Nachwuchsgewinnung

  - Dezernat ZA 3 Technik
    - SG ZA 31 IT-Angelegenheiten
    - SG ZA 32 Kfz-Ang. / Schießstand / Zentrallager / Waffen u. Geräte
    - SG ZA 33 techn. Einsatzunterstützung / techn. Projektmanagement
    - Polizeiärztlicher Dienst
- Direktion Gefahrenabwehr / Einsatz
  - Führungsstelle
  - Führungs- und Lagedienst / Leitstelle
  - Ständiger Stab
  - Polizeiinspektion 1 – Mitte
    - Führungsstelle
    - PW Mitte
    - Schwerpunktdienst Innenstadt
    - BSD Steele
    - Einsatztrupp
    - Kradgruppe

  - Polizeiinspektion 2 – Süd
    - Führungsstelle
    - PW Rüttenscheid
    - PW Rellinghausen
    - BSD Frohnhausen
    - BSD Kettwig
    - Einsatztrupp
    - Kradgruppe

  - Polizeiinspektion 3 – Nord
    - Führungsstelle
    - PW Altenessen
    - PW Borbeck
    - BSD Altendorf
    - BSD Katernberg
    - Einsatztrupp

  - Polizeiinspektion 4 – Mülheim an der Ruhr
    - Führungsstelle
    - PW Mülheim a.d.R.
    - BSD Mülheim a.d.R.
    - Einsatztrupp
    - Kradgruppe

  - Bereitschaftspolizei / Polizeisonderdienste
    - Führungsstelle
    - Bereitschaftspolizei-Hundertschaft
    - Diensthundeführerstaffel
    - Polizeigewahrsamsdienst

  - Spezialeinheiten
    - Führungsstelle
    - Spezialeinsatzkommandos / Verhandlungsgruppe
    - Mobile Einsatzkommandos / Technische Einsatzgruppe
- Direktion Kriminalität
  - Führungsstelle
  - Kriminalinspektion 1
    - KK 11 Todes- / Brandermittlungen, Umwelt- und Waffendelikte
    - KK 12 Sexualdelikte, BTM-Delikte, Förderung der Prostitution
    - KK 13 Vermögens- / Fälschungs- / Amtsdelikte, Missbrauch von Scheck- und Kreditkarten, Glücksspiel
    - KK 14 Waren- / Leistungs- / Einmiet- / Provisions- / Zechbetrug, Straftaten gegen Urheberrecht

  - Kriminalinspektion 2
    - KK 21 Organisierte Kriminalität
    - KK 22 Computerkriminalität, TKÜ IT-Ermittlungsunterstützung
    - KK 23 Wirtschaftskriminalität / Korruptionsdelikte
    - KK 24 Einsatz- u. Ermittlungsunterstützung, OK-Auswertung, Zeugenschutz, Finanzermittlungen
    - GER Gemeinsame Ermittlungsgruppe Rauschgift

  - Kriminalinspektion 3
    - KK 31 Raubdelikte, Bandenkriminalität, Straftaten zum Nachteil älterer Menschen
    - KK 32 Einbruchsdelikte, Diebstahl rund um das Kfz / Krafträder / Sachfahndung
    - KK 33 Essen Nord
    - KK 34 Essen Süd
    - KK 35 Mülheim an der Ruhr

  - Kriminalinspektion 4
    - KK 41 Zentrale Anzeigenbearbeitung, IGVP Vorgangsverwaltung
    - KK 42 Kriminalwache, Personenfahndung, Vermisstensachen
    - KK 43 Daktyloskopie, KTU, Lichtbildstelle, Spurensicherung
    - KK 44 Antrags- und Auskunftsdienst Personenfeststellung, Kriminalaktenhaltung, Datenstation, DANN
    - KK KP/O Kriminalprävention, Opferschutz

  - Kriminalinspektion Polizeilicher Staatsschutz
    - KK ST 1 Rechtsextremismus, Linksextremismus
    - KK ST 2 Ausländerextremismus, Islamistischer Terrorismus
    - KK ST 3 Auswertestelle Staatsschutz
- Direktion Verkehr
  - Führungsstelle
  - Verkehrsinspektion 1
    - Verkehrsdienst Bekämpfung Hauptunfallursachen, Verkehrsüberwachung, Überwachung Sonderverkehr, Schwertransporte, Kradgruppe
    - VUP/O Verkehrsunfallprävention, Opferschutz

  - Verkehrsinspektion 2
    - VK 1 Nord - Bearbeitung von Verkehrsunfällen / Unfallfluchten, Verkehrsstraftaten im Bereich der PI Nord / Mitte / Zentrale Bearbeitung der Blut- und Urinproben / Zentrale Bearbeitung der tödlichen und schwersten Verkehrsunfällen / Unfallfluchten
    - VK 2 Süd - Bearbeitung von Verkehrsunfällen / Unfallfluchten, Verkehrsstraftaten im Bereich der PI Süd / Mitte Zentrale Bearbeitung der Verkehrsstraftaten nach §§ 315b - d StGB
    - VK 3 Mülheim - Bearbeitung von Verkehrsunfällen / Unfallfluchten, Verkehrsstraftaten im Bereich der PI Mülheim Zentrale Bearbeitung der Bußgeldverfahren / Manipulierten Verkehrsunfälle

## Geschichte

### Historie
Am 1. Juli 1909 erfolgte der Beschluss zur Einrichtung der „Königlichen Polizei Direktion Essen“ für die Stadtkreise Essen und Oberhausen, die Stadt Steele sowie die im Stadtkreis Essen gelegenen Landgemeinden Altenessen, Karnap, Borbeck, Kray-Leithe, Rotthausen, Stoppenberg, Katernberg, Frillendorf und Schonnebeck.

#### Gebäude
Das Hauptgebäude des Polizeipräsidiums Essen an der Büscherstraße 2–6 im Stadtteil Rüttenscheid wurde nach vierjähriger Bauzeit, von Dezember 1914 bis März 1918, am 3. Dezember 1919 offiziell in den Rang eines „Polizeipräsidiums“ erhoben. Bei der Standortfrage war die Nähe zu Gericht und Gefängnis ein entscheidender Faktor. Die Baukosten betrugen seinerzeit 1.659.000 Mark.
Im Zweiten Weltkrieg wurde das Gebäude des Polizeipräsidiums Essen durch alliierte Bombenangriffe stark in Mitleidenschaft gezogen. Nur 26 der insgesamt 244 Räume blieben unbeschädigt. Der Westflügel an der Virchowstraße hingegen wurde völlig zerstört und ein Großteil der dort gelagerten Unterlagen ging in Flammen auf. Im Jahr 1948 gab es daher ein erneutes Richtfest des Bauabschnittes „1“.
Am 12. August 1986 wurde das Hauptgebäude im Stil der preußischen Verwaltungsarchitektur in die Denkmalliste der Stadt Essen eingetragen. Es wirkten die Architekten Eduard Fürstenau, Carl Lämmerhirt und Karl Schellberg federführend.
Von März 1993 bis Oktober 1995 entstand ein neuer Gebäudeteil „C“.
Seit dem 1. Januar 2007 werden die Polizeipräsidien der Städte Essen und Mülheim an der Ruhr gemeinsam unter dem Dach des Polizeipräsidiums Essen geführt.
Am 24. August 2019 feierte die Polizei Essen ihr 110-jähriges Jubiläum mit einem Tag der offenen Tür im Innenhof des Polizeipräsidiums Essen.

### Polizeipräsidenten des Polizeipräsidiums Essen im Überblick
- 1909–1919: Robert von Bemberg-Flamersheim
- 1919–1932: Kurt Melcher
- 1932–1933: Richard Wiesmann
- 1933–1937: Karl Zech
- 1937–1939: Fritz Schleßmann
- 1939–1941: Karl Gutenberger
- 1941–1945: Max Henze
- 1945–1948: Emil Neitzel
- 1948–1959: Hermann Knoche
- 1960–1962: Heinrich Hagemeyer
- 1962–1978: Hans Kirchhoff
- 1978–1988: Max Bloser
- 1988–2000: Michael Dybowski
- 2000–2006: Herbert Schenkelberg
- 2006–2015: Stephania Fischer-Weinsziehr
- 2015–2022: Frank-Arno Richter
- seit 2023: Andreas Stüve